# Proterhinus xanthoxyli
Proterhinus xanthoxyli is een keversoort uit de familie Belidae. De wetenschappelijke naam van de soort is voor het eerst geldig gepubliceerd in 1931 door Perkins.